# Muscicapa ferruginea

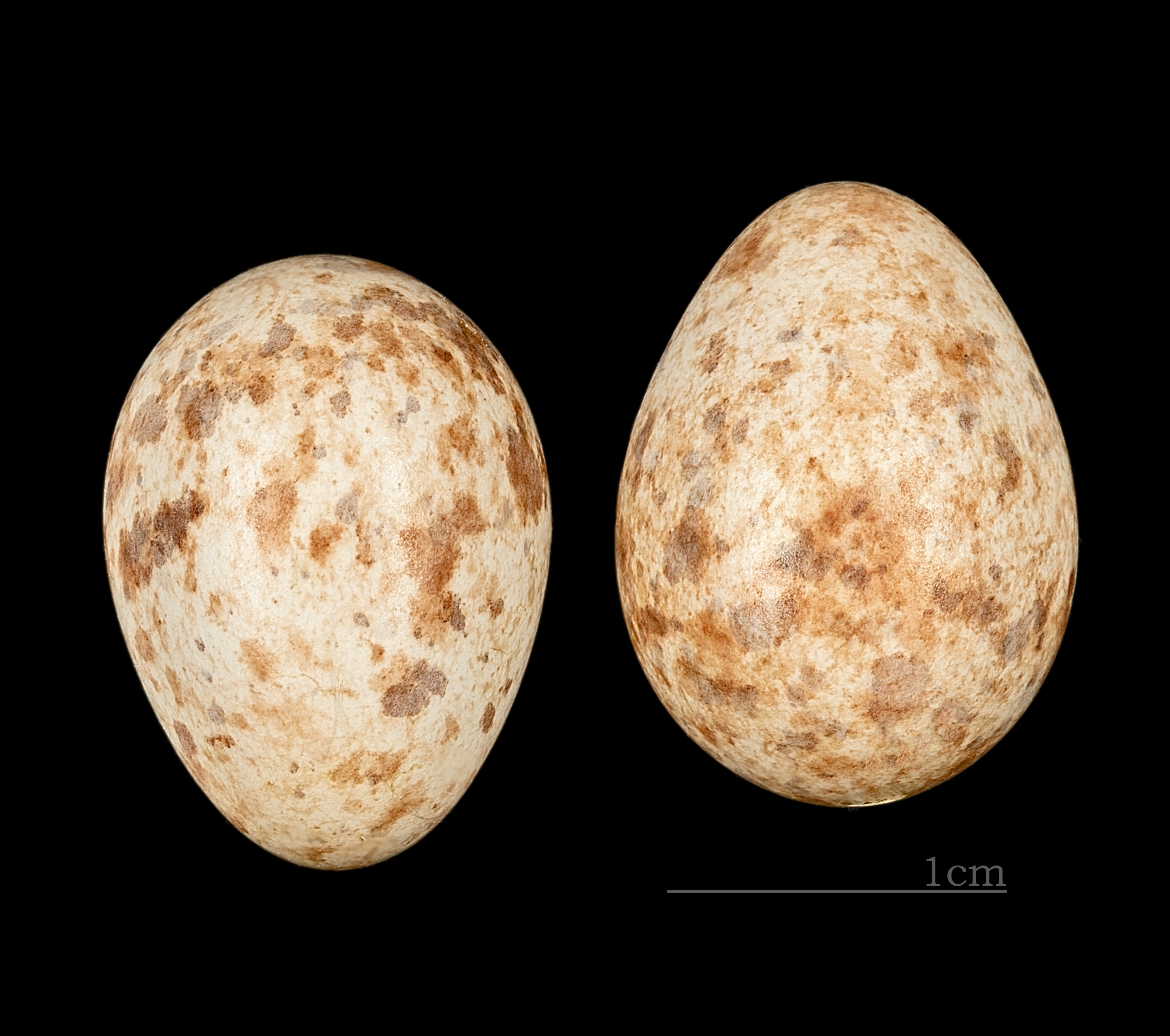
Muscicapa ferruginea MHNT

Muscicapa ferruginea é uma espécie de ave da família Muscicapidae.
Pode ser encontrada nos seguintes países: Bangladesh, Butão, China, Índia, Indonésia, Japão, Laos, Malásia, Myanmar, Nepal, Filipinas, Singapura, Taiwan, Tailândia e Vietname.
Os seus habitats naturais são: regiões subtropicais ou tropicais húmidas de alta altitude.